# Christoph Harting
Christoph Harting (Cottbus, 10. travnja 1990.) njemački je atletičar, natjecatelj u bacanju diska. Brat je svjetski poznatog bacača diska Roberta Hartinga i član njemačke atletske momčadi. 
Osvajač je zlatnog olimpijskog odličja s Igara 2016. u brazilskom gradu Rio de Janeiru. Olimpijsko zlato osvojio je visokim 3. mjestom u prednatjecanju kojega je odvelo u završnicu, u kojoj je,  bez brata Roberta, osvojio 1. mjesto bacivši disk 68,37 metra, svoj osobni rekord.
Do osvajanja olimpijskog zlata došao je napredovanjem u seniorskoj konkurenciji u kojoj se počeo natjecati od 2013. godine, kada je nastupio na Svjetskom prvenstvu u Moskvi. Tamo je osvojio 13. mjesto u prednatjecanju, jedno ispod 12. koje je vodilo u završnicu. Dvije godine kasnije, na Svjetskom prvenstvu 2015. u Pekingu prvi je put nastupio u završnici svjetskog prvenstva te završio na 8. mjestu. 
Uoči Olimpijskih igara 2016., na svom prvom nastupu na Europskom prvenstvu u nizozemskom glavnom gradu Amsterdamu prošao je u završnicu gdje je bio 4. s hicem od 65,13 metara. 